# Kanton Grandpré
Grandpré  is een voormalig kanton van het Franse departement Ardennes. Het kanton maakte deel uit van het arrondissement Vouziers tot het op 1 januari 2015 werd opgeheven en de gemeenten werden toegevoegd aan het kanton Attigny.

## Gemeenten
Het kanton Grandpré omvatte de volgende gemeenten:
- Apremont
- Beffu-et-le-Morthomme
- Champigneulle
- Chatel-Chéhéry
- Chevières
- Cornay
- Exermont
- Fléville
- Grandham
- Grandpré (hoofdplaats)
- Lançon
- Marcq
- Mouron
- Olizy-Primat
- Saint-Juvin
- Senuc
- Sommerance
- Termes